# Juan Carlos Burbano
Juan Carlos Burbano (Quito, 15 februari 1969) is een voormalig profvoetballer uit Ecuador, die speelde als middenvelder. Hij beëindigde zijn actieve loopbaan in 2004 en stapte vervolgens het trainersvak in.

## Clubcarrière
Burbano begon zijn profcarrière bij Universidad Católica, maar behaalde zijn grootste successen in dienst van El Nacional. Met die club won hij in 1996 de Ecuadoraanse landstitel.

## Interlandcarrière
Onder leiding van de Colombiaanse bondscoach Francisco Maturana maakte Burbano zijn debuut voor het Ecuadoraans voetbalelftal op 15 augustus 1996 in de vriendschappelijke wedstrijd tegen Costa Rica (1-1) in Cuenca. Hij nam met zijn vaderland onder meer deel aan het WK voetbal 2002.

## Erelijst
El Nacional
- Campeonato Ecuatoriano

1996